# Юніон Тауншип (округ Міффін, Пенсільванія)
Юніон Тауншип (англ. Union Township) — селище (англ. township) в США, в окрузі Міффлін штату Пенсільванія. Населення — 3653 особи (2020).

## Демографія
Згідно з переписом 2010 року, у селищі мешкало 3460 осіб у 1248 домогосподарствах у складі 892 родин. Було 1357 помешкань
Расовий склад населення:
| - 97,8 % — білих - 0,6 % — чорних або афроамериканців - 0,1 % — корінних американців - 0,1 % — азіатів |

До двох чи більше рас належало 1,0 %. Частка іспаномовних становила 1,3 % від усіх жителів.
За віковим діапазоном населення розподілялося таким чином: 27,4 % — особи молодші 18 років, 48,1 % — особи у віці 18—64 років, 24,5 % — особи у віці 65 років та старші. Медіана віку мешканця становила 41,5 року. На 100 осіб жіночої статі у селищі припадало 90,0 чоловіків;  на 100 жінок у віці від 18 років та старших — 86,4 чоловіків також старших 18 років.
Середній дохід на одне домашнє господарство  становив 56 633 долари США (медіана — 40 445), а середній дохід на одну сім'ю — 74 158 доларів (медіана — 55 078). За межею бідності перебувало 15,7 % осіб, у тому числі 18,5 % дітей у віці до 18 років та 11,6 % осіб у віці 65 років та старших.
Цивільне працевлаштоване населення становило 1291 особа. Основні галузі зайнятості: освіта, охорона здоров'я та соціальна допомога — 23,1 %, виробництво — 21,6 %, будівництво — 10,8 %, сільське господарство, лісництво, риболовля — 10,5 %.